# نلسونز پلینز، نیو ساوت ولز
نلسونز پلینز (به انگلیسی: Nelsons Plains) یک حومه شهر در استرالیا است که در نیو ساوت ولز واقع شده‌است.